# Liste des maires de Villefranche-de-Rouergue
Cet article dresse une liste par ordre de mandat des maires de Villefranche-de-Rouergue.

## Liste des maires

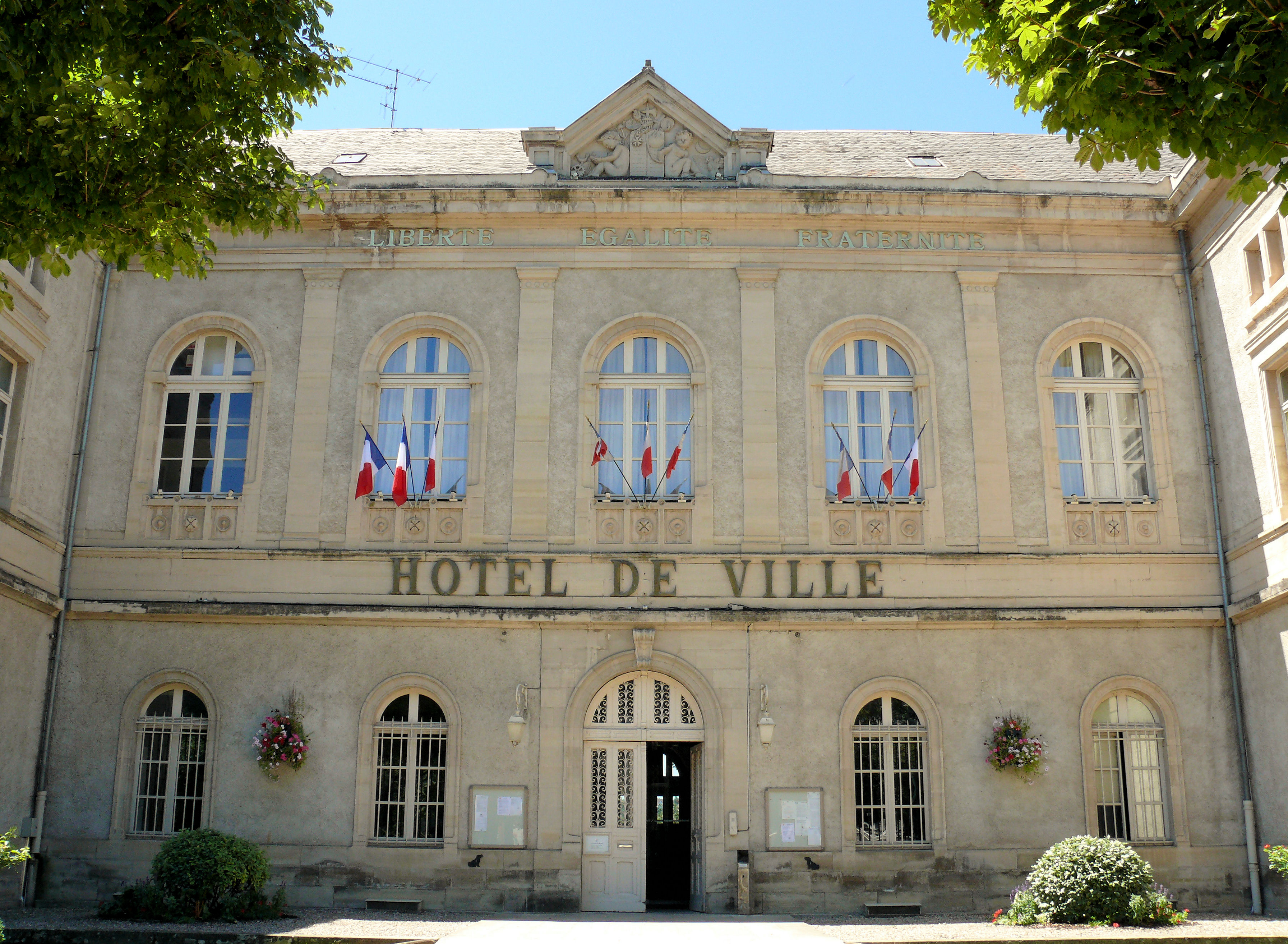
L'hôtel de ville de Villefranche-de-Rouergue.

| Période | Période  | Identité | Étiquette               | Qualité |
| ------- | -------- | --- | ----------------------- | --- |
| 1790    | 1790     | Jean-Charles Cadrès père (élu juge du tribunal de district en décembre 1790)                                                  |                         | |
| 1790    | 1792     | Louis Lobinhes (élu député à la Convention en 1792)                                                                           |                         | |
| 1792    | 1793     | Jean-François Dissez (ou Dissès) (démis par le représentant en mission Taillefer en octobre 1793)                             |                         | |
| 1793    | 1794     | Jean-Antoine Gailhard |                         | |
| 1794    | 1795     | Lavergne (ou Lavernhes) |                         | |
| 1795    | 1796     | Jean-Charles Mazenc |                         | |
| 1796    | 1798     | Antoine Andurand |                         | |
| 1798    | 1799     | Alexis Pié |                         | |
| 1799    | 1800     | Bessou |                         | |
| 1800    | 1802     | Louis Lobinhes |                         | |
| 1802    | 1813     | Jean-Charles Mazenc |                         | |
| 1813    | 1815     | Melchior du Lac de Montvert                                                                                                   |                         | Comte |
| 1815    | 1815     | Victor Lortal (pendant les Cent-Jours)                                                                                        |                         | |
| 1815    | 1816     | Melchior du Lac de Montvert                                                                                                   |                         | Comte |
| 1816    | 1819     | Jacques Dufau baron de Larroque (mort en fonction en 1819 à 44 ans)                                                           |                         | |
| 1819    | 1826     | Jean-Jacques de Cordeillan |                         | Vicomte |
| 1826    | 1830     | Jacques-Marie de Campmas |                         | |
| 1830    | 1832     | Jean-Pierre Loubatières / Intérim de Guillaume Pascal, 1er adjoint en 1832                                                    |                         | |
| 1832    | 1837     | Jean-Louis Cibiel (mort en fonction en 1837)                                                                                  |                         | |
| 1837    | 1839     | Étienne Caylet (nommé Maire en 1837 mais n’en accepte pas les fonctions) / Intérim assuré par Guillaume Pascal de 1837 à 1839 |                         | |
| 1839    | 1845     | Pierre-Léon Louvain Pescheloche (Maire à 30 ans)                                                                              |                         | |
| 1845    | 1845     | Louis-François Cibiel |                         | |
| 1845    | 1846     | Guillaume Pascal (faisant fonction)                                                                                           |                         | |
| 1846    | 1848     | Antoine Bras |                         | |
| 1848    | 1849     | Guillaume Pascal |                         | |
| 1849    | 1866     | Antoine Bras (démissionne pour cause de faute)                                                                                |                         | |
| 1866    | 1869     | Joseph Lortal |                         | Avoué |
| 1869    | 1870     | Pierre Galdou (par intérim)                                                                                                   |                         | |
| 1870    | 1874     | Alexis Galtié |                         | |
| 1874    | 1877     | Alfred Cibiel |                         | |
| 1877    | 1878     | Pierre Galdou |                         | |
| 1878    | 1881     | Alexis Galtié |                         | |
| 1881    | 1886     | Gustave Andorre (réélu en 1884 Maire de la ville par le Conseil Municipal organisé par la loi municipale de 1884)             |                         | |
| 1886    | 1889     | Marcellin Fabre |                         | |
| 1889    | 1892     | Jules Vayssettes |                         | |
| 1892    | 1904     | Marcellin Fabre |                         | |
| 1904    | 1919     | Henri Colomb |                         | |
| 1919    | 1925     | Jean Vabre |                         | |
| 1925    | 1929     | Louis Fontanges |                         | |
| 1929    | 1938     | Bernard Lhez (Dissolution du Conseil Municipal en 1938)                                                                       |                         | |
| 1938    | 1944     | Louis Fontanges |                         | |
| 1944    | 1945     | Henri Pascal |                         | |
| 1945    | 1948     | Jean Baudin |                         | |
| 1948    | 1953     | Louis Fontanges |                         | |
| 1953    | 1983     | Robert Fabre | MRG                     | Pharmacien Conseiller général de Villefranche-de-Rouergue Député Médiateur de la République                                                                                                  |
| 1983    | 1997     | Jean Rigal | MRG                     | Médecin Conseiller général de Villefranche-de-Rouergue Député |
| 1997    | 2001     | Claude Penel | PS                      | Professeur Conseiller général de Villefranche-de-Rouergue |
| 2001    | 2020     | Serge Roques | UMP puis LR             | Médecin 1er vice-président de la CC du Villefranchois Président de la CC du Grand Villefranchois, Conseiller général de Villefranche-de-Rouergue Conseiller régional de Midi-Pyrénées Député |
| 2020    | en cours | Jean-Sébastien Orcibal | Mouvement radical (MRG) | Cadre Financier La Poste Conseiller régional d'Occitanie |